# Стадион Силвио Катор
Стадион Силвио Катор (фр. Stade Sylvio Cator) је био вишенаменски стадион у граду Порт о Пренс, на Хаитију. Углавном се користи за фудбалске утакмице савеза, а покривен је вештачком травом.

## Историја
Стадион носи име освајача олимпијске медаље на Хаитију и фудбалера Силвија Катора. По њему је добио име 1952. године. Раније се стадион звао Парк Лецонт. а затим Стад Пол Мажлор. Ту фудбалска репрезентација Хаитија игра своје домаће утакмице. Био је домаћин првенства КОНКАКАФ 1973. године где је Хаити био шампион и женског првенства КОНКАКАФ 1991. где је финална утакмица између САД и Канаде достигла рекордну посећеност од 30.000 гледалаца.
Стадион је делимично уништен у земљотресу на Хаитију у јануару 2010. године, а у његовим оквирима никнуо је град-шатор.